# 소셜 댓글
소셜 댓글은 한 사이트에 댓글을 달 때 다른 소셜 네트워크 서비스의 계정을 이용하는 것을 말한다. 댓글이 게시물 하단이라는 제한된 공간을 넘어서 SNS 포스팅을 통한 친구나 지인들과 공유가 가능해졌고, 참여자들에 의한 콘텐츠의 재생산 뿐 아니라 댓글 스스로 콘텐츠의 배포 역할까지 담당할 수 있게 되었다.

## 활용
정치인, NGO단체, 언론사, 기업 등 다양한 분야의 웹사이트에서 소셜 댓글을 도입하여 커뮤니케이션 및 마케팅 도구로 활용하였다.

## 유례
대한민국의 소셜 댓글 서비스 발생의 특이점은 악성 댓글의 피해를 감소시키고자 하는 연구에서 시작되었다는 점이다. 2009년 11월 20일 연세대학교 언론홍보영상학부 내 연구기관인 YCCL(Yonsei Cyber Communication Lab)의 제 1회 정기 콘퍼런스에서 악성댓글에 관한 연구논문과 함께 소셜 벤처인 시지온의 소셜 댓글 플랫폼 라이브리가 소개되면서 시작되었다.

### 대한민국
대한민국의 소셜댓글 서비스로는 라이브리, 코스모스팜 소셜댓글, 티토크, 스닉, 서브스토리 등이 있다. 라이브리는 경향신문과 블로터닷넷 등에도 도입되었다.
이 중 라이브리를 이옹한 불로터닷넷이 대한민국 미디어 서비스로서 최초로 소셜 댓글을 도입했다.

### 미국

#### 소셜댓글 전문 기업
미국의 소셜댓글 서비스로는 디스커스(영문명: Disqus), 라이브파이어(영문명: LiveFyre), 인텐스디베이트(영문명: IntenseDebates), 에코(영문명: Echo), 코코멘트(영문명: CoComment), 탱글러(영문명: Tangler) 등이 있다. 이 중에서 유치한 투자 규모로만 따진다면, 디스커스가 선두 업체다. 2012년 6월 기준으로 디스커스는 총 4500만 달러를 투자 받았다. 상대적으로, 라이브파이어가 투자받은 금액은 530만 달러이며, 인텐스디베이트는 51만 5천 달러를 유치했다. 디스커스는 2007년 당시 미국 캘리포니아 주립대학 데이비스 캠퍼스의 재학생이던 다니엘 하(Daniel Ha)와 제이슨 야(Jason Ya)이 만들었다. 그 후, 실리콘밸리에서 가장 명망 있는 벤처 투자자 중 한명인 폴 그레이엄(Paul Graham)이 있는 Y 콤비네이터로부터  초기 투자를 받았다.(Y 콤비네이터는 2005년 이후 460개가 넘는 스타트업에 펀딩을 했으며, 이들 중에는 레딧(Reddit), 드롭박스(Dropbox) 등도 포함된다.) 이후, 다니엘 하와 제이슨 모두 대학을 중퇴하고 사업에 몰입해 사업 시작 6년 만에 디스커스를 월 이용자 7억명, 등록된 커뮤니티 30만개의 온라인 서비스로 만들었다.

#### 소셜 플랫폼 기업
2011년 3월 1일 페이스북은 일반 이용자들이 사용할 수 있는 페이스북 댓글 플러그인을 발표했다. 이에 따라 디스커스의 주요 고객인 테크크런치(TechCrunch)를 비롯해서 기가옴(GigaOm), 더 데일리 비스트(The Daily Beast) 같은 사이트들이 페이스북으로 댓글 서비스를 변경했다. 그러나 소셜댓글 전문 기업 중에서 해당 시장에서 선두를 지키고 있는 디스커스는 페이스북의 댓글 플러그인 발표에도 불구하고 더욱 성장했다. 2011년 3월 11일 페이스북 댓글 플러그인 출시 당시 디스커스의 페이지뷰(PV)는 110,205,336이었으며, 그로부터 1년 3개월이 지난 2012년 6월 11일의 디스커스 페이지뷰는 196,587,168이다.

## 논란

### 대한민국의 제한적 본인 확인제
2010년 7월 19일 블로터닷넷에서 대한민국 언론사 중 최초로 소셜 댓글 서비스를 도입한 것을 시작으로 매일경제, 중앙일보 등 주요 언론사에서도 소셜 댓글을 도입하였는데, 이는 2006년 7월 28일 제정된 대한민국의 제한적 본인 확인제와 부딪히는 면이 있었다. 왜냐하면 외국 소셜 네트워크 서비스의 계정을 이용하여 국내 웹사이트에 댓글을 달 경우, 제한적 본인 확인제에 따른 본인 실명 확인 과정을 거치지 않아도 되기 때문이다. 방송통신위원회는 이에 대해 법률적 검토에 들어갔다. 2012년 3월 방송통신위원회는 본인확인제 적용 대상 사이트를 공시하면서 "SNS에 대해서는 제한적 본인확인제를 적용할 수 있는 기술적 수단이 없고, 한 차례 실명확인 절차를 거치는 것으로 판단되기 때문에 소셜댓글은 제한적 본인확인제 적용을 유예한다"라고 입장을 밝혔다. 그러나 이후 2012년 4.11 총선 기간 동안 중앙선거관리위원회에서 소셜댓글에 제한적 본인 확인제 기준을 적용함으로써 관련 부처간 소셜 댓글에 대한 공동 입장 정리 문제가 사회적으로 부각된 바 있다.

## 같이 보기
- 소셜 네트워크 서비스
- 댓글
- 악성 댓글
- 제한적 본인 확인제
- 라이브리